# Cabo Cross
El cabo Cross (que en español significa «cabo Cruz»; en afrikáans: Kaap Kruis; en alemán: Das Kreuzkap) es un cabo marino localizado en la costa africana del Atlántico Sur, en la parte central de la costa de Namibia. Pertenece a la Región de Erongo, Namibia, y se encuentra en la autopista C34, a unos 60 kilómetros al norte de Hentiesbaai y 120 km al norte de Swakopmund.

## Historia

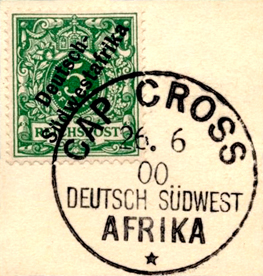
Sellos para el África Sudoccidental Alemana matasellos Cap Cross 1900

El cabo fue descubierto por el navegante portugués Diogo Cão que erigió una gran cruz (cross, en inglés, de ahí su nombre) de piedra (o padrão) en 1486 para marcar el punto más austral jamás alcanzado, hasta entonces, por los europeos en África.
Durante los siguientes 400 años muchos barcos naufragaron en estas costas. En 1884, se informó del primer avistamiento de lobos marinos del Cabo. Sin embargo, la zona comenzó a ser conocida cuando comenzó a explotarse comercialmente el guano, que se utiliza como fertilizante.
La cruz erigida por Cão fue descubierta por la misión del capitán de corbeta Gottlieb Becker, en 1893, que comandaba el SMS Falke en una época en que el lugar era parte del África del Sudoeste Alemana.

## Reserva natural

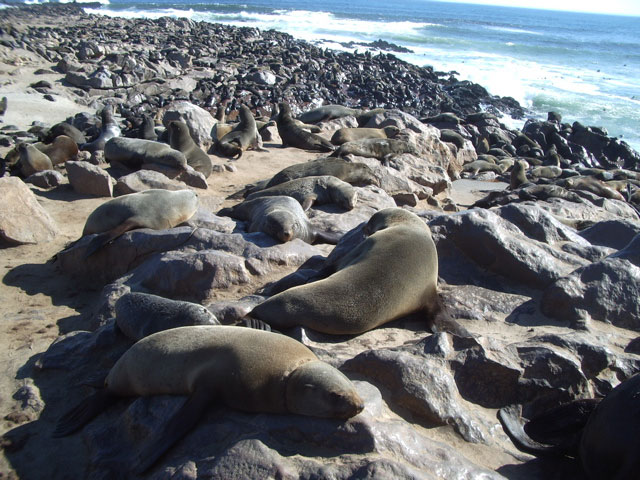
Colonia de lobos marinos de El Cabo

El cabo Cross es un área protegida propiedad del gobierno de Namibia bajo el nombre de Reserva de focas del cabo Cross (Cape Cross Seal Reserve), siendo el hogar de una de las mayores colonias de lobos marinos de El Cabo (Arctocephalus pusillus) en el mundo, y una de las 15 colonias existentes en el país (que cuenta con más de 6,5 millones de ejemplares). La colonia es enorme y en diciembre, en la época de reproducción, puede contar con unos 100.000 miembros. La reserva fue declarada en 1968 y protege unos 60 km² y es gestionada por el Ministerio de Medio Ambiente y Turismo. Está clasificada como reserva natural y reserva faunística (categoría III de la IUCN) y está dentro del Parque nacional Costa Oeste (West Coast National Park).
Cape Cross es uno de los dos principales sitios en Namibia en el que las focas son sacrificadas, en parte para la venta de sus pieles y en parte para proteger a las poblaciones de peces. El impacto económico de las focas en los recursos pesqueros es polémico: mientras que un estudio del gobierno encontró que las colonias de focas consumen más pescado que todo el que la industria pesquera puede atrapar, la sociedad de protección animal «Seal Alert South Africa»  estimó las pérdidas en menos del 0,3% de la pesca comercial.